# Ardelu
Ardelu é uma comuna francesa na região administrativa do Centro, no departamento Eure-et-Loir. Estende-se por uma área de 4,06 km². Em 2010 a comuna tinha 74 habitantes (densidade: 18,2 hab./km²).